# 紀元前258年
紀元前258年（きげんぜん258ねん）は、ローマ暦の年である。
当時は、「アウルス・アティリウス・カラティヌスとガイウス・スルピキウス・パテルクルスが共和政ローマ執政官に就任した年」として知られていた（もしくは、それほど使われてはいないが、ローマ建国紀元496年）。紀年法として西暦（キリスト紀元）がヨーロッパで広く普及した中世時代初期以降、この年は紀元前258年と表記されるのが一般的となった。

## 他の紀年法
- 干支 : 癸卯
- 日本
  - 皇紀403年
  - 孝霊天皇33年
- 中国
  - 周 - 赧王57年
  - 秦 - 昭襄王49年
  - 楚 - 考烈王5年
  - 斉 - 斉王建7年
  - 燕 - 武成王14年
  - 趙 - 孝成王8年
  - 魏 - 安釐王19年
  - 韓 - 桓恵王15年
- 朝鮮 :
- ベトナム :
- 仏滅紀元 : 289年
- ユダヤ暦 :

## できごと

### 共和政ローマ
- ローマは、エンマとカマリナを奪還し、シチリアの支配権をカルタゴから取り戻した。シチリア中部で、ローマ軍は、かつて2度攻撃していたMytistratonを奪い、さらに北進してパノルムスに至ったが、この町を奪うことはできなかった。
- カルタゴとの海戦で大きな勝利を収めたローマの将軍ガイウス・ドゥイリウスは、ルシウス・コルネリウス・スキピオとともにケンソルとなった。ケンソルへのノウス・ホモの選出は、非常に稀な名誉であった。

### エジプト
- プトレマイオス2世はキレナイカの支配を失った。
- エラシストラトスは、アレクサンドリアに医学校を設立した。

### ギリシア
- マケドニア王アンティゴノス2世とセレウコス朝の王アンティオコス2世の軍勢は、プトレマイオス2世とのコスの戦いで勝利した。この勝利により、マケドニアのエーゲ海の支配が確立し、またエジプトの海軍力が衰退した。

### ベトナム
- 文郎国が滅亡した。

### 中国
- 秦の王陵が趙の邯鄲を攻撃したが、劣勢となったため、昭襄王は病から回復した白起に交代させようとした。白起が固辞したため、王陵を王齕に代わらせた。
- 趙の孝成王は平原君を楚に派遣して援軍を要請させた。平原君の食客の毛遂の働きにより、交渉は成功した。楚の考烈王は春申君に援軍を率いさせて趙に派遣した。
- 魏の安釐王は趙を救援するため将軍の晋鄙に10万の兵を率いて進軍させたが、秦から脅迫を受けて晋鄙の進軍を停止させていた。趙の平原君が信陵君に手紙を書いて決断を促すと、信陵君は晋鄙を殺して軍権を奪い、邯鄲の救援に向かった。

## 死去
- 武成王 - 燕の王